# Maussen
Maussen was tot 1981 een warenhuis in het centrum van de Nederlandse stad Maastricht. De firma Maussen was gevestigd in diverse panden; het meest recent op de hoek Wycker Brugstraat-Wycker Grachtstraat in het stadsdeel Wyck. Het pand in de stijl van de nieuwe zakelijkheid is sinds 1996 een rijksmonument.

## Geschiedenis
In 1887 liet de handelaar Willem Hubert Maussen (†1899), die op de hoek Rechtstraat-Hoogbrugstraat al een handelsbedrijf had, twee winkelpanden bouwen in de Wycker Brugstraat. De panden bevonden zich in het deel van de straat dat kort daarvoor was ontstaan door een grote doorbraak (de Percée) door het middeleeuwse stadsdeel Wyck. Maussen had al snel in de gaten dat een winkel aan de Percée, de nieuwe verbindingsroute tussen station en brug, goed zou lopen. Het bedrijf richtte zich vooral op de verkoop van textiel. Maussen hield wel van een nieuwigheidje: de eerste telefoonverbinding in Maastricht (circa 1880) werd aangelegd tussen twee winkels van Maussen in de Wycker Brugstraat en in de Rechtstraat.
Na zijn dood in 1899 gingen zijn zonen voortvarend door met de uitbreiding van de zaak. In 1910 kochten ze het pand Wycker Brugstraat 38, een art-nouveaupand uit 1902. Al deze panden werden samengevoegd tot een grote winkel, die voorzien was van centrale verwarming en elektrisch licht. Ook de inrichting was deels in de stijl van de art nouveau. In 1932 werden de panden op de hoek Wycker Brugstraat - Wycker Grachtstraat door de architect Jos Joosten verbouwd tot een groot warenhuis in de stijl van de nieuwe zakelijkheid. Het pand bezat opnieuw een novum: tl-verlichting.
In de jaren 1950 en '60 had Maussen ook een vestiging aan de Nieuwstraat in de Binnenstad van Maastricht. Doordat opvolgers ontbraken, sloot het warenhuis in 1981 zijn deuren. In het monumentale deel van het pand zijn thans een uitzendbureau en een computerwinkel gevestigd. In het naastgelegen pand aan de Wycker Brugstraat, dat eveneens deel uitmaakte van het warenhuis, is een drogisterij gevestigd.

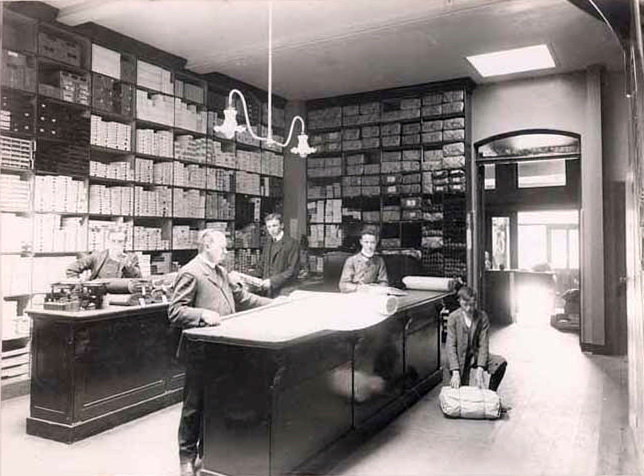
Embellage-afdeling, 1910
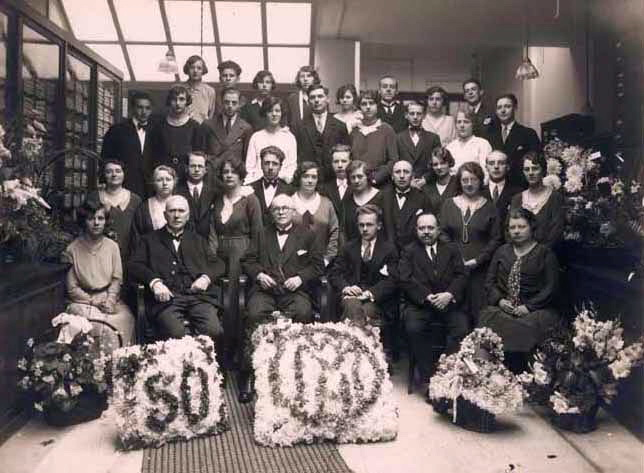
Gouden jubileum, 1937
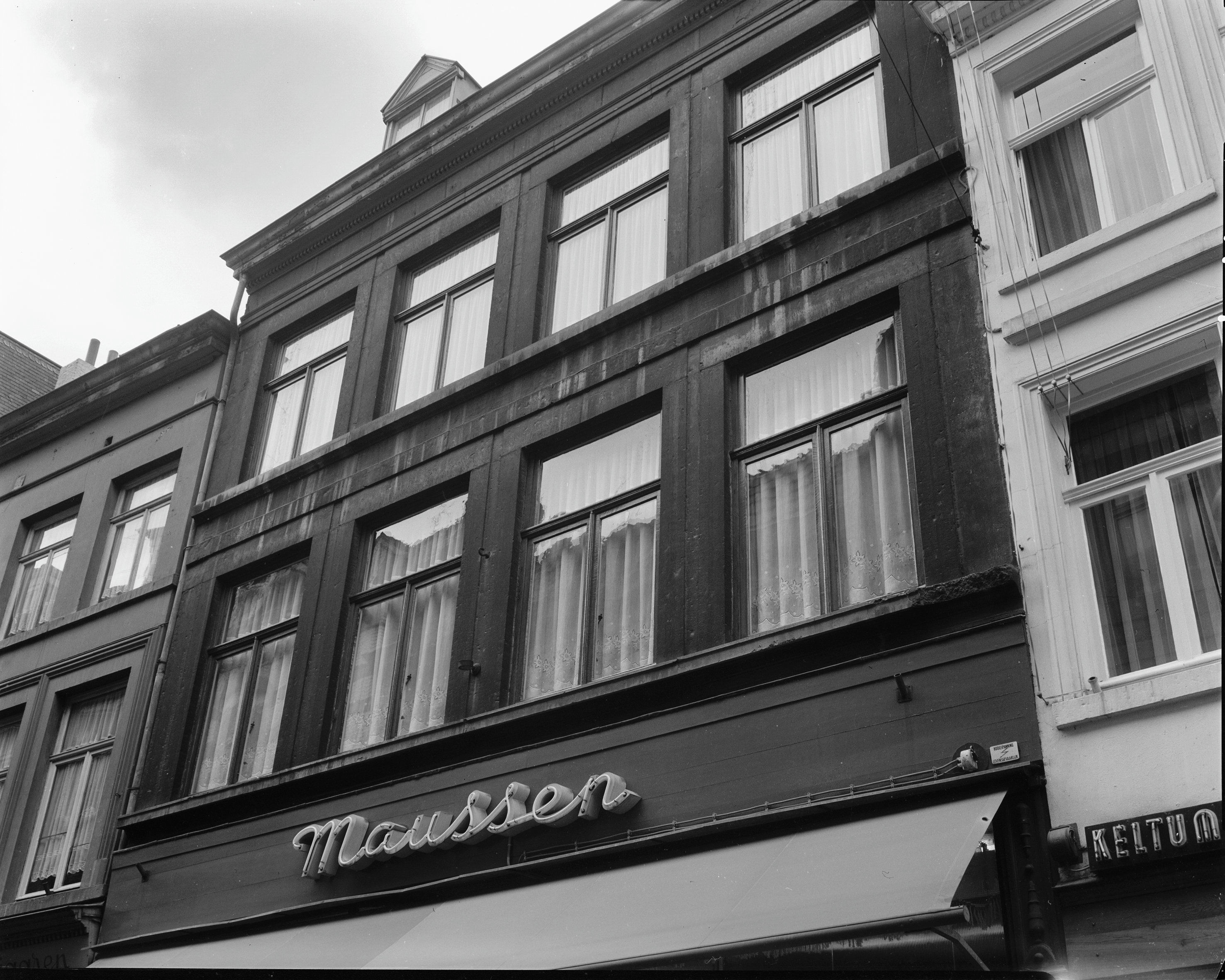
Filiaal Nieuwstraat, 1962
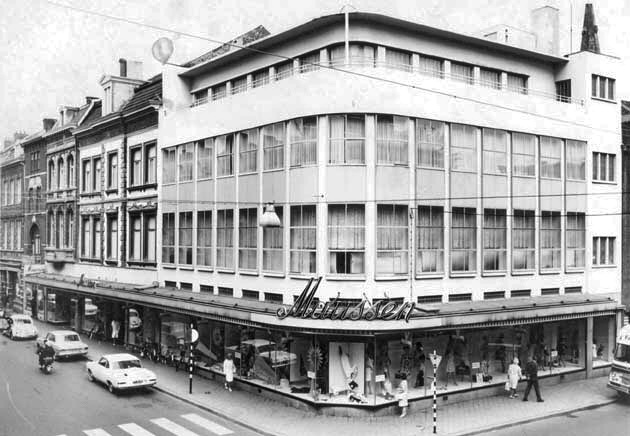
Hoofdvestiging, 1965

## Architectuur
De voormalige hoofdvestiging van het warenhuis Maussen is een groot hoekpand met afgeronde hoeken van voornamelijk beton, glas en staal, met een gevelbekleding van trespa. Het gebouw telt vier bouwlagen en een souterrainverdieping, afgedekt met een plat dak van beton. De oostelijke gevel aan de Wycker Grachtstraat wordt afgesloten door een torenachtig trappenhuis. In de eerste bouwlaag bevindt zich onder een brede, met trespa beklede betonluifel een winkelgalerij met een met marmer beklede plint en kunststof kozijnen. Dit gedeelte is gerenoveerd met behoud van de oorspronkelijke indeling en de authentieke 18-ruits bovenlichten boven de luifel. De tweede en derde bouwlaag worden gekenmerkt door doorlopende raampartijen met stalen kozijnen en 6- en 4-ruits vensters. De terugspringende bovenste verdieping bestaat uit een balkongalerij, deels onder overstek van het platte dak.
Het naastgelegen pand Wycker Brugstraat 32-34, dat ook deel uitmaakte van het warenhuis, is een gemeentelijk monument. Het betreft een groot woonhuis uit ca. 1885 in neoclassicistische stijl. De winkelpui is vernieuwd en vormt een geheel met nr. 36. Opvallend is de sgraffitolijst onder de dakgoot met guirlandes van bloemen, fabeldieren en een monogram met "ANNO 1888".

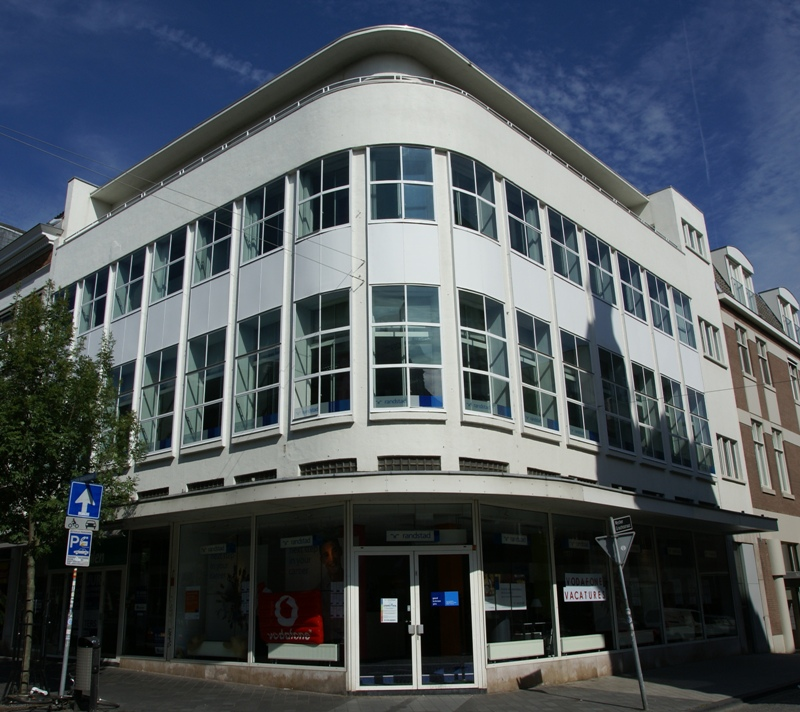
Het pand in 2010
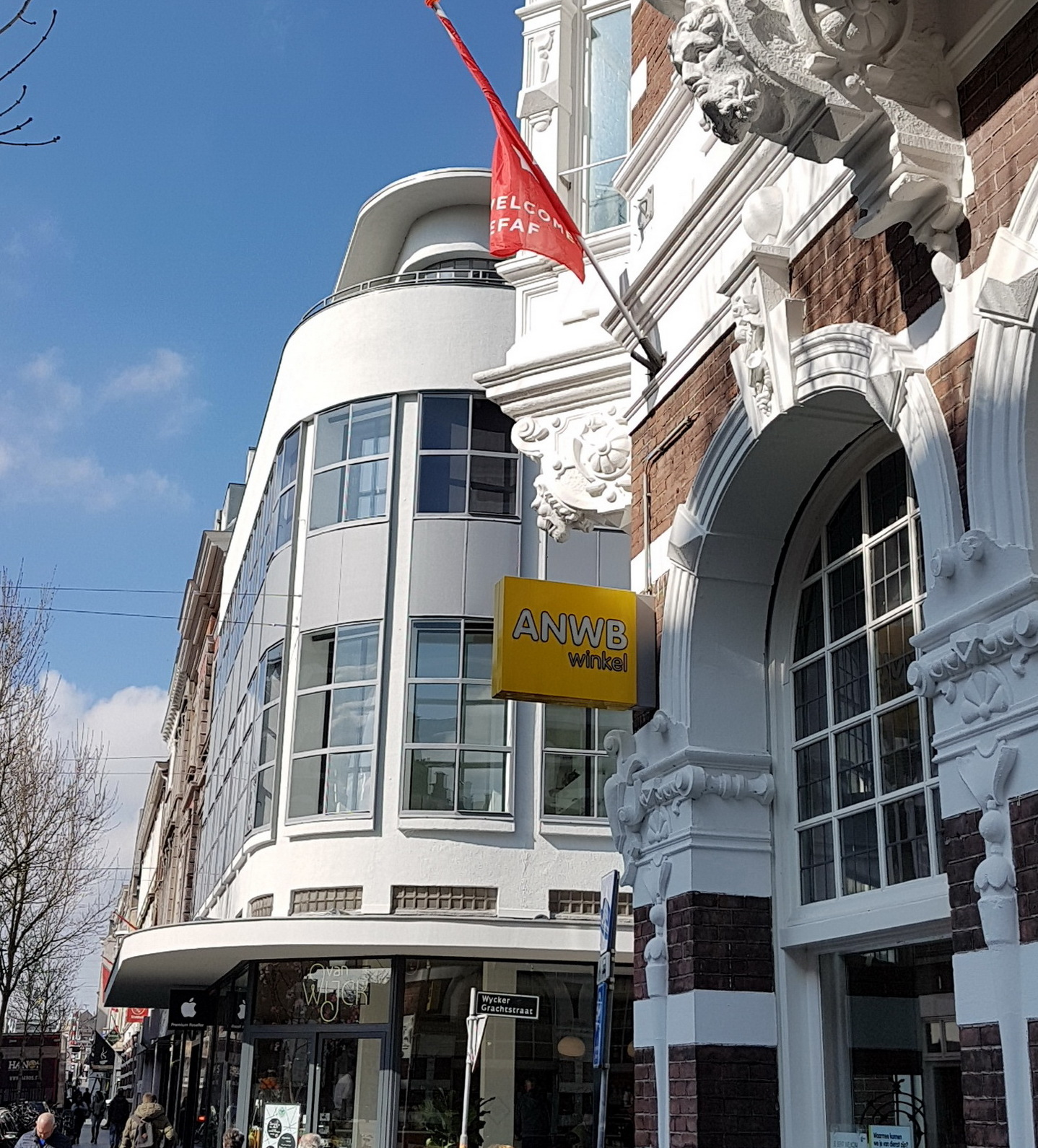
Vanaf de Wycker Brugstraat
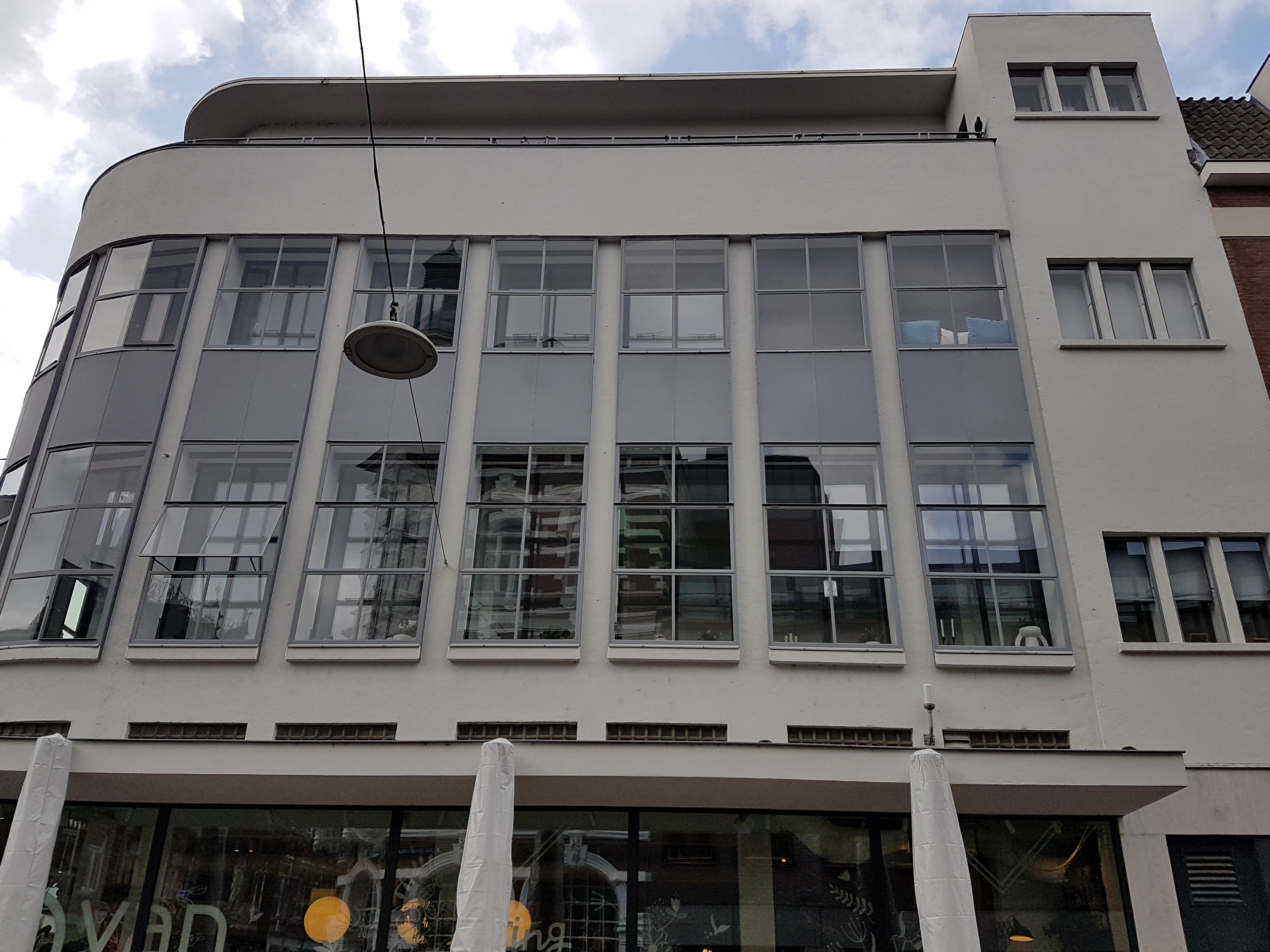
Gevel Wycker Grachtstraat
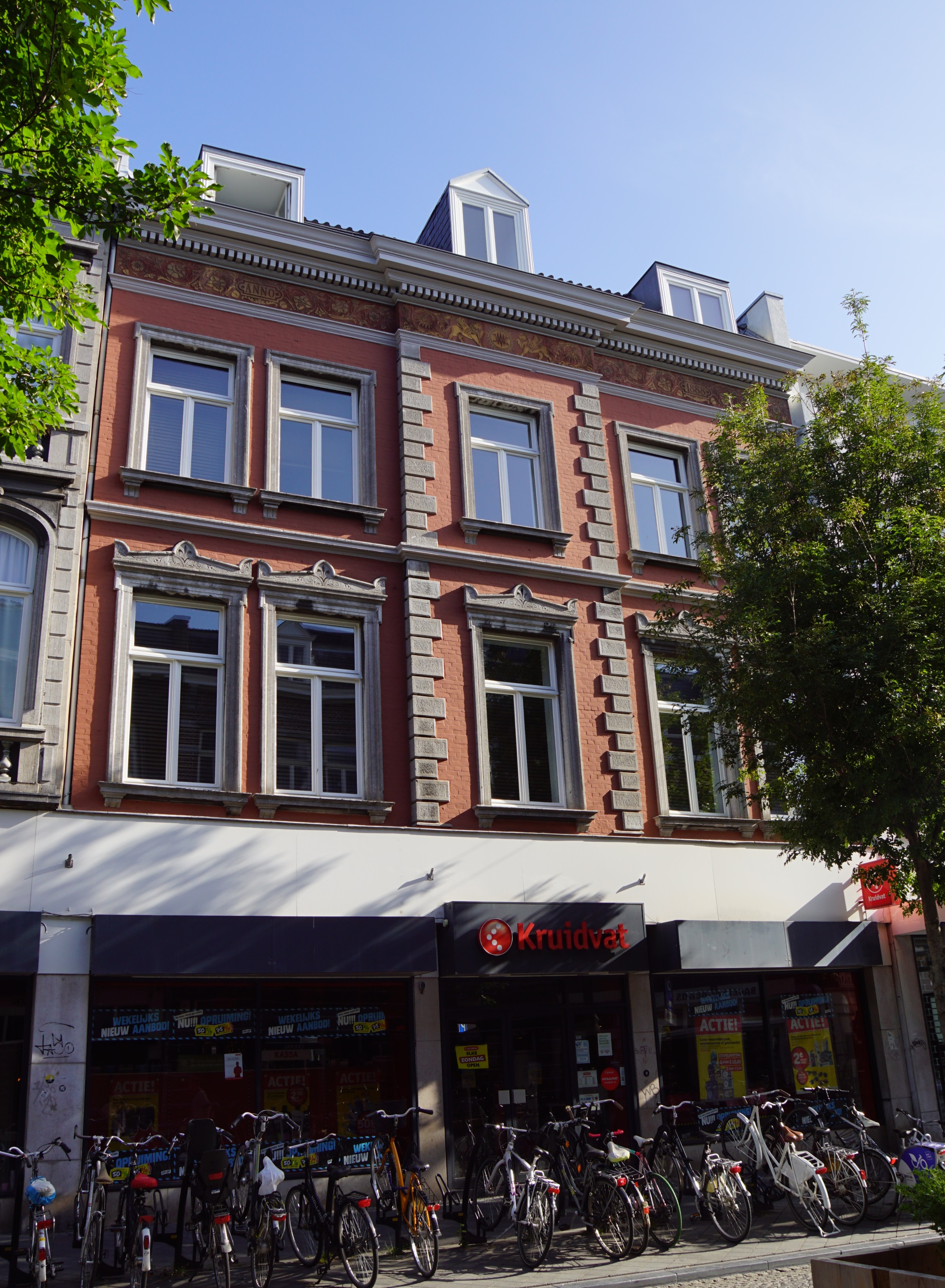
Wycker Brugstraat 32-34

## Varia
- In 2020 gaf het Maastrichtse architectuurcentrum TOPOS het boek Mijn favoriete gebouw in Maastricht en omgeving uit. Daarin lichtten bekende en minder bekende Maastrichtenaren hun keuze voor een bepaald gebouw toe. Gepensioneerd elektrotechnicus en architectuurliefhebber Jan Staal koos voor het Maussengebouw, omdat "de ‘Nieuwe Zakelijkheid’ een van mijn favoriete bouwstijlen is" en voegde daaraan toe: "wie heeft er niet in Warenhuis Maussen voor Sinterklaas gestaan?"[5]